# Pietro Ruggeri da Stabello
 (mai 2022).
Si vous disposez d'ouvrages ou d'articles de référence ou si vous connaissez des sites web de qualité traitant du thème abordé ici, merci de compléter l'article en donnant les références utiles à sa vérifiabilité et en les liant à la section « Notes et références ».
Pour les articles homonymes, voir Ruggeri.
Pietro Ruggeri, dit da Stabello, (Piero Rugger de Stabèll en dialecte bergamasque) est un poète italien bergamasque né le 15 juillet 1797 à Zogno et mort le 17 janvier 1858 à Bergame.
Pietro Ruggeri, qui s'est lui-même octroyé le nom da Stabello (qui vient de « Sta bello » qui en italien signifie « Est beau » ; da Stabello peut donc être traduit par « D'un  [endroit qui] est beau ») en hommage à sa terre natale du Val Brembana, est l'un des poètes les plus reconnus de langue bergamasque.

## Biographie

### Jeunnesse
Pietro Ruggeri né de Santo Ruggeri et de Stella Diana Ceribelli. Ses parents sont tous deux originaires de Bergame mais ont fui la ville pour se réfugier au Val Brembana alors que la République de Venise chutait et que le désordre s'installait. Il fut inscrit aux cours de Don Carlo Botta, un prêtre dont l'enseignement était reconnu dans toute l'Orobie. Il obtient en somme de ses études un diplôme de comptable.
Doté d'un grand dynamisme intellectuel ainsi que d'un caractère jovial et altruiste, il aime écrire ses propres vers. Il va pour cela au contact des gens de Bergame. Ainsi, les thèmes qu'il traite ne sont ni trop banals, ni trop soutenus et sont principalement issus de la vie quotidienne du peuple.
Il écrivait initialement pour se divertir plus que par métier comme en témoigne une lettre manuscrite de 1816 où il décrit en prose la misère qui touche les vallées.

### Débuts
Sa première œuvre à proprement parler apparaît en 1820 : Il s'agit d'une œuvre en italien en trois parties composée de 121 hendécasyllabes nommée "Il trionfo delle coreggie asciutte e siropate". L'année suivante il écrit trois autres manuscrits en italien : "Venite genti a piangere" ("Venez pleurez"), "Un orator sul pulpito montò" (Un orateur est monté sur le chaire) et "Entrati due signori nell'ospedale dei pazzi" (Deux messieurs sont entrés à l'hôpital pour fous).
Ses premières œuvres en langue bergamasque parurent en 1822 parmi lesquelles l'on trouve "Teucc i impiegacc chilò de la Finanza". Il gagne à cette époque une grande reconnaissance à tel point qu'il est peint par le peintre Enrico Scuri et même accueilli chez le comte Andrea Vertova. Il est également fréquenté par tous les intellectuels bergamasques.

### Reconnaissance
Toutefois Pietro reste modeste et ne souhaite pas qu'on le "célèbre". Pour cela il exerce diverses métiers pour gagner sa vie. Pour cette raison il est considéré comme un personnage contradictoire par ses contemporains.
Malgré cela, il fonde une académie philharmonique à Bergame en 1827 dont il devient le président. À l'occasion il fait peindre un portrait de lui-même par son ami Luigi Deleidi.
Il publie d'autres écrits comme les "Rime Bortoliniane", des recueils de poèmes la plupart dédiés à des personnalités de l'époque ou à des amis. On y retrouve notamment des poèmes composés pour le peintre Francesco Coghetti ou encore pour la famille Vertova-Camozzi.
Il commença à rédiger un ouvrage bilingue bergamasque-italien mais l’œuvre restera inachevée à cause de la complexité de la tâche. En effet l'italien est une langue à part entière tandis que le bergamasque est un dialecte de la langue lombarde dont l’orthographe, la prononciation ou le vocabulaire ne sont pas les mêmes selon les foyers. Ainsi le travail de Ruggieri n'était pas une simple traduction d'un dictionnaire italien en bergamasque, ni un recueil de mots, mais plutôt une œuvre littéraire regroupant de nombreuses expressions et proverbes.
Une de ses œuvres ayant eu le plus de succès sur scène se nomme Oh de la mula.

### Fin de vie et mort
Au cours de l'année 1848 de nombreuses révoltent contre les autrichiens surviennent et présagent les évènements du Risorgimento à venir. Ces révoltent furent regroupées et racontées dans une oeuvre au succès partiel "Rivoluzione di Bergamo dell'anno 1848". L'ouvrage fut écrit alors que Ruggieri séjournait dans le Val Brembana où il fut contraint de s'éxiler. Il alla d'abord à Fuipiano puis à Zogno à cause de la parution d'un chant, censuré par les autorités autrichiennes, écrit en l'honeur du pape Pie IX et de l'Italie.
Pietro Ruggeri meurt le 17 janvier 1858 à l'age de 60 ans dans le quartier du Borgo Santa Caterina de Bergame.

## Postérité
Ses écrits ont regagné en valeurs et en reconnaissance dans les années qui ont suivi sa mort.
Sa sépulture fut perdue après la fermeture du cimetière où il fut inhumé. La ville de Bergame lui donna donc le nom d'une rue et lui errigea un buste sur une des places principales de la Ville-Basse.
De nombreux artistes bergamasques font de nos jours référence à da Stabello comme Bortolo Belotti, politique, juriste et historien qui en 1933 lui dédie un recueil intitulé Pietro Ruggeri, Poeta bergamasco.

## Œuvres

### Œuvres de Ruggieri
- Raccolta Pietro Ruggeri (da Stabello), poeta vernacolare. Recueil de notes, poèmes, correspondances et écrits divers, conservé à la Bibliothèque Angelo Mai de Bergame.
- Il trionfo delle coreggie asciutte e siropate
- Venite genti a piangere
- Un orator sul pulpito montò
- Entrati due signori nell'ospedale dei pazzi
- Rime Bortoliniane del Rugger de Stabell
- Oh de la Mula, Intermezzo comique mis en musique par Girolamo Forini, écrit par Ruggieri en 1843
- Rivoluzione di Bergamo dell'anno 1848

### Œuvres dédiées à Ruggieri
- Poesie in dialetto bergamasco sparse; recueil de Achille Mazzoleni (1912)
- Poesie in dialetto bergamasco; recueil de Antonio Tiraboschi (1931)
- Poesie in dialetto bergamasco; recueil de Antonio Tiraboschi (1969)
- Pietro Ruggeri poeta bergamasco; recueil de Bortolo Belotti (1933)